# John Rawls (philosophe)
John Rawls, né le 21 février 1921 à Baltimore et mort le 24 novembre 2002 à Lexington, est un philosophe américain, l'un des philosophes politiques du XXe siècle les plus étudiés. Professeur dans les universités de Princeton, Oxford, Cornell et Harvard jusqu'en 1995, il a été rendu célèbre par son œuvre majeure, à laquelle il travaillait depuis les années 1960 et qui parut sous le titre A Theory of Justice (Théorie de la justice) en 1971.
Rawls élabore sa théorie durant une période marquée par la guerre du Viêt Nam et la lutte pour les droits civiques, où les États-Unis sont traversés par de profonds mouvements culturels et sociaux. Axé sur les notions d'éthique et de justice, son œuvre renoue avec une tradition contractualiste délaissée, et prolonge la réflexion libérale en cherchant à articuler rationnellement liberté individuelle et solidarité sociale. Sa pensée est largement commentée et critiquée dans le monde anglo-saxon.

## Biographie
John Borden (Bordley) Rawls naît dans une famille aisée de Baltimore, Maryland. Il est le deuxième des cinq enfants de William Lee Rawls et de Anna Abell Stump. Il se marie en 1949 avec Margaret Fox, diplômée de l'université Brown. Ils passent leur premier été ensemble à partager un intérêt commun, celui d'indexer les livres, ils répertorient alors le vocabulaire de Nietzsche, pour un de ses livres ; Rawls crée lui-même l'index de son livre : Théorie de la justice.
Il entre en 1939 à l'université de Princeton, où il commence à s'intéresser à la philosophie, mais est appelé à servir dans l'armée américaine (infanterie) dans le Pacifique et en Nouvelle-Guinée lors de la Seconde Guerre mondiale. Au Japon, il est témoin des dégâts causés par la bombe atomique à Hiroshima. Après cette expérience, il renonce à devenir officier et quitte l'armée.
Il retourne à Princeton en 1946 et termine son doctorat de philosophie morale en 1950. Il y enseigne jusqu'en 1952, date à laquelle il obtient une bourse Fulbright et intègre le collège Christ Church de l'université d'Oxford, où il est influencé par les idées du théoricien de la politique libérale et historien des idées Isaiah Berlin et le philosophe du droit H. L. A. Hart.
Après Oxford, il retourne aux États-Unis et commence à être assistant puis professeur associé  à l'université Cornell. Il enseigne ensuite au Massachusetts Institute of Technology (MIT). En 1964, il devient professeur à Harvard, et le reste pendant presque quarante ans.
Dès 1995, il est victime de plusieurs crises cardiaques, ce qui pénalise son travail d'écriture. Néanmoins, il achève son livre The Law of Peoples, dans lequel il cherche à étendre ses analyses à la justice internationale.
Rawls meurt en 2002 à l'âge de 81 ans. Il est enterré dans le cimetière de Mount Auburn à Cambridge au Massachusetts(pxxi).

## Philosophie

### Critique de l’utilitarisme
John Rawls n'est pas un pur produit de la tradition analytique anglo-saxonne. Il est surtout influencé par le contractualisme des libéraux classiques, c'est-à-dire de Locke à Kant.
Selon John Rawls, chaque individu tend consciemment à opter pour des décisions collectives qui maximisent l’intérêt général. L’homo œconomicus singulier et égoïste ne se retrouve pas complètement chez Rawls, en effet il considère l'homme comme un être se réalisant personnellement tout en pensant à l'intérêt collectif. En ce sens, l'argumentation théorique rawlsienne s'écarte du concept de la « main invisible » souvent attribué à Adam Smith, selon lequel cette visée collective était naturelle.
Cependant, pour Rawls, dans la morale utilitariste, une action peut être considérée comme « bonne » si, et seulement si, elle permet d’accroître « le plus grand bonheur pour le plus grand nombre » et ce, même au prix du sacrifice du bien-être de certains.
Avant de devenir le célèbre théoricien d'une conception déontologique de la justice, Rawls a été très marqué par l'utilitarisme qui est, dans le monde anglo-américain, la doctrine morale à laquelle l'on se réfère le plus fréquemment. Dans son article Two concepts of rule, il défend une version originale d'un « utilitarisme de la règle ».
De son côté, l'économiste et philosophe Francisco Vergara reproche à Rawls - fortement influencé par le vocabulaire et certaines formes de raisonnement issues de la  théorie économique néoclassique - de donner une version biaisée de l'utilitarisme consistant à confondre « bonheur » avec « satisfaction des désirs ». Il remarque, en s'appuyant sur ce que disaient les fondateurs de l'utilitarisme eux-mêmes, que la satisfaction de certains désirs n'apporte pas le bonheur (cf. la drogue) et qu'il existe dans la vie une multitude de situations qui procurent du bonheur sans satisfaire un quelconque désir. Cette distinction est importante, notamment en ce qui concerne l'importance du rôle de l'intervention de la puissance publique.

### Idée de justice
« La justice est la première vertu des institutions sociales comme la vérité est celle des systèmes de pensée ». En comparant explicitement le principe essentiel de la pensée spéculative à celui du politique, Rawls bâtit une théorie politique fondée sur la recherche de règles de justice. Il cherche à rendre compatible le plus haut niveau de liberté avec la réalisation d'une égalité effective des chances. Alexis de Tocqueville avait déjà souligné les tensions qui pouvaient naître de ce double attelage (liberté/égalité).
Il fait ainsi de la justice le principe du politique, comme la vérité est la clef de voûte des systèmes de pensée. La recherche de la justice constitue donc pour lui un axiome absolument incontournable. En effet, de même qu'il serait impossible de spéculer rationnellement sans avoir comme postulat fondamental le principe de vérité, la justice devrait être au fondement de toute réflexion politique, et précéder toute décision : « étant les vertus premières du comportement humain, la justice et la vérité ne souffrent d'aucun compromis. »
En conséquence, on ne pourrait – en théorie – transformer nos conceptions de la justice sans bouleverser ipso facto toute la structure du système politico-social.

### Deux principes de la justice
Sa théorie de la justice est construite à partir d'une expérience de pensée selon laquelle l'ignorance de notre situation réelle, à la fois biologique et sociale, serait la condition sine qua non d'une neutralité nécessaire à l'adoption de règles équitables (fair), pour l'organisation des structures fondamentales de la société. Sous ce voile d'ignorance, on serait à même de dégager un consensus capable de fonder une idée raisonnable de la justice. Celui-ci porterait sur deux principes rationnellement appliqués selon un ordre de priorité (le principe no 1 prime sur le no 2.1 qui lui-même prime sur le no 2.2). En 1993, dans Libéralisme politique, Rawls énonce ainsi ses deux premiers principes de justice :
1. « Chaque personne a droit à un système pleinement adéquat de libertés de base égales pour tous, compatible avec un même système de liberté pour tous. »
2. « Les inégalités sociales et économiques doivent satisfaire à deux conditions : 
  1. Elles doivent d’abord être attachées à des fonctions et à des positions ouvertes à tous, dans des conditions de juste égalité des chances.
  2. Elles doivent procurer le plus grand bénéfice aux membres les plus désavantagés de la société. »

Après la publication de son ouvrage Théorie de la justice, Rawls devient très rapidement une lecture incontournable dans l'enseignement de la philosophie morale, sociale et politique [réf. nécessaire].

### Théorie libérale de la justice
(septembre 2023).
John Rawls expose d'abord clairement sa conception de la justice formelle pour ensuite se livrer à un raisonnement plausible de ce que signifie pratiquement une société juste. En premier lieu, c'est avant tout le champ économique qui pose un problème. Rawls ne raisonne pas uniquement en termes de coûts sociaux – dépenses qui résulteraient d'un égalitarisme trop tolérant pour ses critiques de droite – mais pointe le manque de coopération entre les divers corps sociaux pour garantir un système économique plus social par un travail conjoint de tous les membres de la société en vue de réduire les inégalités. Le deuxième principe est lié à l’égalité des chances : celle-ci doit permettre à tout le monde, à capacités égales, un même accès aux diverses fonctions de la société. Rawls ne se limite pas à la vision du nouveau libéralisme qui a employé des termes similaires pour définir sa conception de l'égalité en soulignant que si on laisse se creuser les inégalités, il ne sera jamais possible de venir en aide aux plus défavorisés. Ce qui distingue le nouveau libéralisme de la pensée de Rawls, c'est que ce dernier promeut un libéralisme égalitaire qui repose sur une pensée morale, économique et sociale. S'il n'est pas juste de naître dans telle ou telle catégorie sociale, il n'est pas juste non plus d'être né avec un faible quotient intellectuel ou avec des capacités physiques défavorables (maladies, invalidités…). Il ne faut donc pas seulement prendre en compte les facteurs sociaux, mais aussi les facteurs naturels.
John Rawls expose sa pensée à travers  le principe de différence  et l'interprétation de la justice par l'équité.
« Toutes les différences de richesses et de revenus, toutes les inégalités sociales et économiques doivent œuvrer en vue d'améliorer les conditions des plus défavorisés. ».
Les notions de justice et d'équité signifient chez Rawls, l'amélioration de la condition sociale des plus désavantagés par l'établissement d'une égalité des conditions et des ressources. Ceci suppose d'élaborer un consensus entre les plus favorisés et les plus défavorisés.
Ce principe de différence indique qu'il faut assurer cette égalité de chances en supprimant non pas toutes les inégalités, mais juste celles qui ne seraient pas, au moins minimalement, favorables aux plus défavorisés. J. Rawls reprend donc ainsi le principe de la Déclaration des droits de l'homme et du citoyen de 1789 estimant que des distinctions sont acceptables là où elles sont justifiées par l'utilité commune (comme les véhicules prioritaires aux feux de croisement) [réf. nécessaire].
Amartya Sen a été particulièrement critique face à John Rawls. S'inspirant des analyses de Montesquieu, il affirme que le droit, loin de se limiter à poser des principes généraux de justice, doit refléter le mouvement des mœurs. Ceci l'a conduit à mettre en avant la notion de capabilité et à critiquer en même temps les critères de la liberté réelle rawlsienne qui ne dépendent que du simple critère financier en oubliant toutes les coercitions culturelles (ou en termes marxistes : superstructurelles) – comme le genre.

### Libéralisme politique
Rawls s'est ensuite consacré à la question de la stabilité possible (ou non) de sociétés partagées entre les deux conceptions de la justice. Il développe ainsi l'idée d'un « consensus général », soit un accord implicite entre citoyens sur une justice « équitable » entre différents citoyens qui possèdent des vues philosophiques (ou religieuses) différentes. Il introduit ainsi le concept de « raison publique », soit une raison se prêtant à la critique dans le cadre d'un espace public de discussion.
La conception politique de la justice que développe Rawls dans Libéralisme politique montre que des individus avec des opinions conflictuelles, mais raisonnables et conciliables par compromis, se mettent d'accord pour réguler les structures de base de la société. Ainsi, la conception politique de la justice ne serait rien d'autre qu'un consensus « par recoupement », qu'il abrège en « consensus PR » (overlapping consensus).
Rawls modifie aussi les principes de justice de la façon suivante, le premier ayant priorité sur le second :
1. Chaque personne peut invoquer la possession d'un ensemble adéquat de droits et libertés fondamentales, qui sont les mêmes pour tous. Et dans cet ensemble, seules les libertés politiques sont garanties de façon générale.
2. Les inégalités économiques et sociales doivent remplir deux conditions pour être acceptables ; d'abord, elles ne doivent pas empêcher l'égale opportunité de mobilité sociale. Ensuite, elles doivent se faire au plus grand bénéfice de l'ensemble de la société.

Il confirme et complète ainsi sa théorie libérale de la justice.

## Exemples
- « La liberté ne peut être limitée qu'au nom de la liberté. » (Théorie de la justice, § 46)

Selon J. Rawls, il découle de ce principe qu'une restriction de la liberté est justifiée dans deux cas seulement:
1. si elle permet de renforcer le système total des libertés partagé par tous : « si la liberté est moins étendue, le citoyen représentatif doit y trouver en fin de compte un gain pour sa liberté » (§ 39) ;
2. si une inégalité des libertés est acceptable pour ceux qui ont une liberté moindre : « si la liberté est inégale, la liberté de ceux qui ont le moins de liberté doit être mieux protégée » (§ 39).

Pour le premier cas, Rawls mentionne les exemples d’une limitation de la liberté de conscience et de pensée de manière compatible avec l’ordre public, la limitation du pouvoir du gouvernement par la majorité, la limitation des libertés des intolérants et la répression de la violence des sectes concurrentes.
Pour le second cas, J. Rawls mentionne l’exemple d’une inégalité des libertés civiques : « si certains ont plus de voix que d’autres, la liberté politique est inégale ; il en va de même si les voix de certains pèsent bien plus lourd que celles des autres, ou si une partie de la société est totalement dépourvue du droit de vote. Dans de nombreuses situations historiques, une liberté politique moins grande a dû, peut-être, être justifiée ».

## Publications

### Ouvrages
- Théorie de la justice (1971), trad. par la philosophe Catherine Audard, Paris, Seuil, 1987.
- Justice et démocratie, trad. par Catherine Audard, Paris, Seuil, 1993.
- Libéralisme politique  (1993), trad. par Catherine Audard, Paris, PUF, 1995.
- Débat sur la justice politique, avec Jürgen Habermas, trad. par Catherine Audard et Rainer Rochlitz, Paris, éd. du Cerf, 1997.
- Le droit des gens (1996), trad. par Bertrand Guillarme, Paris, Esprit, 1998.
- Leçons sur l'histoire de la philosophie morale (2002), trad. par Marc Saint-Upéry et Bertrand Guillarme, Paris, La Découverte, 2002.
- La Justice comme équité : une reformulation de Théorie de la justice (2001), trad. par Bertrand Guillarme, Paris, La Découverte, 2008.
- Paix et démocratie. Le droit des peuples et la raison politique, traduit par Bertrand Guillarme, Paris, La Découverte, 2006.
- Le péché et la foi. Écrits sur la religion, trad. par Marc Rüegger, Éditions Hermann, collection L'Avocat du Diable, 2010.

### Articles
- « La justice comme équité », trad. par Jean-Fabien Spitz, Philosophie, no 14, 1984.
- « L'idée d'un consensus par recoupement », trad. par Alexis Tchoudnowsky, Revue de Métaphysique et de Morale, janvier-mars 1988, 93(1), p. 3-32.
- « Les Libertés de base et leur priorité », Critique, juin-juillet 1989, 45 (505-506), p. 423-465.
- « Une conception kantienne de l'égalité » in La pensée américaine contemporaine, J. Rajchman, C. West, PUF, 1991, p. 309-325.
- « L'indépendance de la théorie morale », trad. par Bertrand Guillarme, Cités, no 5, 2001, p. 161-182.
- « Unité sociale et biens premiers », trad. par Marc Rüegger, Raisons politiques, no 33, 2009, p. 9-44.
- « Justice et critique » [entretien avec Rawls, 1991], trad. et commenté par Luc Foisneau et Véronique Munoz-Dardé, Paris, Éditions de l'EHESS, coll. Audiographie, 2014.